# پاتریشیا مک‌کیلوپ
پاتریشیا مک‌کیلوپ (انگلیسی: Patricia McKillop؛ زادهٔ ۱۵ ژوئیهٔ ۱۹۵۶) بازیکن هاکی روی چمن اهل زیمبابوه بود.
وی به‌همراه تیم ملی هاکی روی چمن زنان زیمبابوه به مدال طلا بازی‌های المپیک تابستانی ۱۹۸۰ رسیده‌است.